# Menhir de la Grande Pierre
Pour les articles homonymes, voir Grande Pierre.
Le menhir de la Grande Pierre est un menhir situé sur la commune d'Averdon, dans le département de Loir-et-Cher dans la région du Centre-Val de Loire en France.
Depuis 1979 le menhir de la Grande Pierre est inscrit au monuments historiques.

## Protection
L'édifice est classé au titre des monuments historiques par arrêté du 16 octobre 1979.

## Description
Le menhir est constitué d'un bloc de calcaire de Beauce, prélevé sur place. Il mesure 1,80 m de hauteur pour 1,70 m de largeur à la base et 0,60 m d'épaisseur. Selon E. C. Florance, le bloc fut entamé par un carrier qui avait cherché à le détruire.

## Folklore
Selon la tradition, le menhir était connu comme un lieu du sabbat des chats qui venaient y danser la nuit du Carnaval.